# Bendita locura
Bendita locura es el octavo disco de estudio de la cantante sevillana Pastora Soler. Su lanzamiento se llevó a cabo el 21 de abril de 2009. Con la producción de Pablo Pinilla, se incluyen canciones compuestas por artistas muy variados: Alejandro Sanz, David Santisteban, Vanesa Martín, Manuel Carrasco, Martínez Ares, David DeMaría, Esmeralda Grao o José Abraham. La propia Pastora se vuelve a atrever con un tema de su puño y letra, Corazón bandolero. En su primera semana, entró directamente al puesto número 8 de los cien álbumes más vendidos en España. Grabado entre Madrid y Roma, Bendita locura contó con la colaboración de la Orquesta Filarmónica de la capital italiana para un total de cuatro temas.

## Listado de canciones
1. "Hoy te ríes" - 3:23
2. "La mala costumbre" - 4:05
3. "Bendita locura" - 3:33
4. "Esta vez quiero ser yo (Dueto con Manuel Carrasco)" - 4:06
5. "Tan sola" - 3:23
6. "Necesito aire" - 3:52
7. "La línea de la vida" - 3:35
8. "Te me vas" - 4:13
9. "Que paren el mundo" - 3:47
10. "En la madrugá" - 4:05
11. "Corazón bandolero" - 3:50
12. "Volver a Sevilla" - 4:46
13. "Después de todo" - 3:40

## Sencillos
1. "Bendita locura" (2009)
2. "Esta vez quiero ser yo (Dueto con Manuel Carrasco)" (2009)